# (505) Cava
(505) Cava es un asteroide que forma parte del cinturón de asteroides y fue descubierto por Royal Harwood Frost desde el observatorio Boyden de Arequipa, Perú, el 21 de agosto de 1902.

## Designación y nombre
Cava se designó inicialmente como 1902 LL.
Posteriormente fue nombrado por Cava, un personaje de la mitología peruana.

## Características orbitales
Cava orbita a una distancia media de 2,683 ua del Sol, pudiendo alejarse hasta 3,344 ua y acercarse hasta 2,023 ua. Su excentricidad es 0,2462 y la inclinación orbital 9,841°. Emplea en completar una órbita alrededor del Sol 1605 días.